# Herb gminy Sędziejowice
Herb gminy Sędziejowice – jeden z symboli gminy Sędziejowice.

## Wygląd
Herb przedstawia na tarczy w polu czerwonym między trzema liliami srebrnymi dwie kosy na sztorc w krzyż skośny, pod nimi godło herbu Wąż.

## Symbolika
Dwie skrzyżowane kosy przypominają o bitwie, jaka rozegrała się tutaj w 1863, w której ważną rolę odegrali kosynierzy. Potrojona lilia pochodzi z herbu Kapituły gnieźnieńskiej, która była właścicielem Marzenina, Sędziejowic, Kamostka i Żaglin. Kapituła ufundowała także dwa z trzech historycznych kościołów parafialnych na terenie gminy (Sędziejowice i Marzenin). Wąż pochodzi z herbu, jakim pieczętowała się rodzina Wężyków. Miejscowość na terenie gminy, Wola Wężykowa, była gniazdem sieradzkiej gałęzi Wężyków. Tutaj urodził się Jan Wężyk. Stylizacja węża w herbie pochodzi właśnie z jednej z jego pieczęci.

## Historia
W latach 1991–2013 gmina używała innego herbu. Został on opracowany z okazji obchodów 850-lecia Sędziejowic. Projekt stworzył artysta malarz Karol Owczarek. Herb przedstawiał wizerunek mężczyzny ubranego w strój ludowy z kosą na sztorc w ręku na tle dębu, obok którego stoi stylizowany snop zboża. Tło w 2/3 żółte, w 1/3 zielone, pień drzewa i konary niebieskie, liście zielone. Mężczyzna z kosą to kosynier, który przypominał o bitwie, jaką stoczono w pobliżu Sędziejowic w roku 1863 z Rosjanami. Snop symbolizował tradycje rolnicze, dąb lokalną przyrodę, w szczególności pomnikowe drzewa w Sędziejowicach. Herb ten nie spełniał podstawowych zasad heraldyki, w polu tarczy znalazł się bardziej obrazek niż godła herbowe.
Obecny herb został przyjęty w dniu 28 grudnia 2012 r., po uzyskaniu pozytywnej opinii Komisji Heraldycznej. Projekt opracowali Kamil Wójcikowski i Robert Fidura.